# Брекелен
Брекелен — місто і колишній муніципалітет в Нідерландах, в провінції Утрехт. З початку 2011 року увійшло до складу муніципалітету Стіхтсе-Вехт.
Розташоване на північному заході від Утрехта, вздовж річки Вехт (Vecht) і близько до озер Loosdrechtse Plassen, популярного місця для туризму. Ця область носить назву Вехтстрикт (Vechtstreek). Імовірне походження назви — "зламана земля".

## Історія
До часів Середньовіччя ці місця були навряд чи заселені. Через наявність великих торф'яних боліт місцевість була непридатною для житла. Найдавніші сліди невеликих поселень і сільського господарства в цій місцевості зустрічаються на мулистих мілинах, і належать племенам часів залізної доби (800-50 рр .н.е.). Боротьба з повенями і будівництво дамб зіграли важливу роль в історії становлення Брекелена. Пізніше поселення перейшло під контроль єпископа Утрехта. У XII столітті міст через річку Вехт став платною переправою. Протягом XVII століття багато багатих торгових сімей Амстердама збудували свої особняки вздовж річки під Брекеленом. 1 січня 2011 відбулося злиття Брекелена і селищ Loenen і Maarssen, у цілях створення агломерації Stichtse Vecht.

## Пам'ятки
- Розвідний міст через річку Vecht;
- Залізничний вокзал Брекелена[en];
- Van der Valk (Breukelen) готель, фасад якого виконаний в китайському стилі;
- Млин 1696 року побудови[nl];
- Замок Nyenrode;
- Бізнес-Університет Nyenrode[en][5]

## Спорт і дозвілля
- Місцевий футбольний клуб ФК Брекелен, Нідерланди ([nl]FC Breukelen);
- Брекелен знаходиться на європейському пішохідному маршруті Е11, відомий також як Marskramerpad. Маршрут йде від Woerdense Verlaat, проходить через центр, продовжується через Форт Tienhoven до озер Loosdrechtse Plassen у напрямку до Tienhoven.
- У Брекелені розташовується субтропічний басейний комплекс "Kikkerfort'.
- HV Nijenrodes — місцевий гандбольний клуб[6]

## Відомі особистості
- Petrus Johannes Kasteleijn (2 квітня 1746), письменник;
- Пітер Ніколас ван Ейк (P. N. van Eyck[nl]) (1 жовтня 1887 — 10 квітня 1954), письменник;
- Хенк ван дер Грифт (25 грудня 1935), ковзаняр;
- Пітер Аусорен (Pieter Oussoren[nl]) (1943), священик, перекладач Біблії;
- Рутгер Хауер (23 січня 1944), актор.

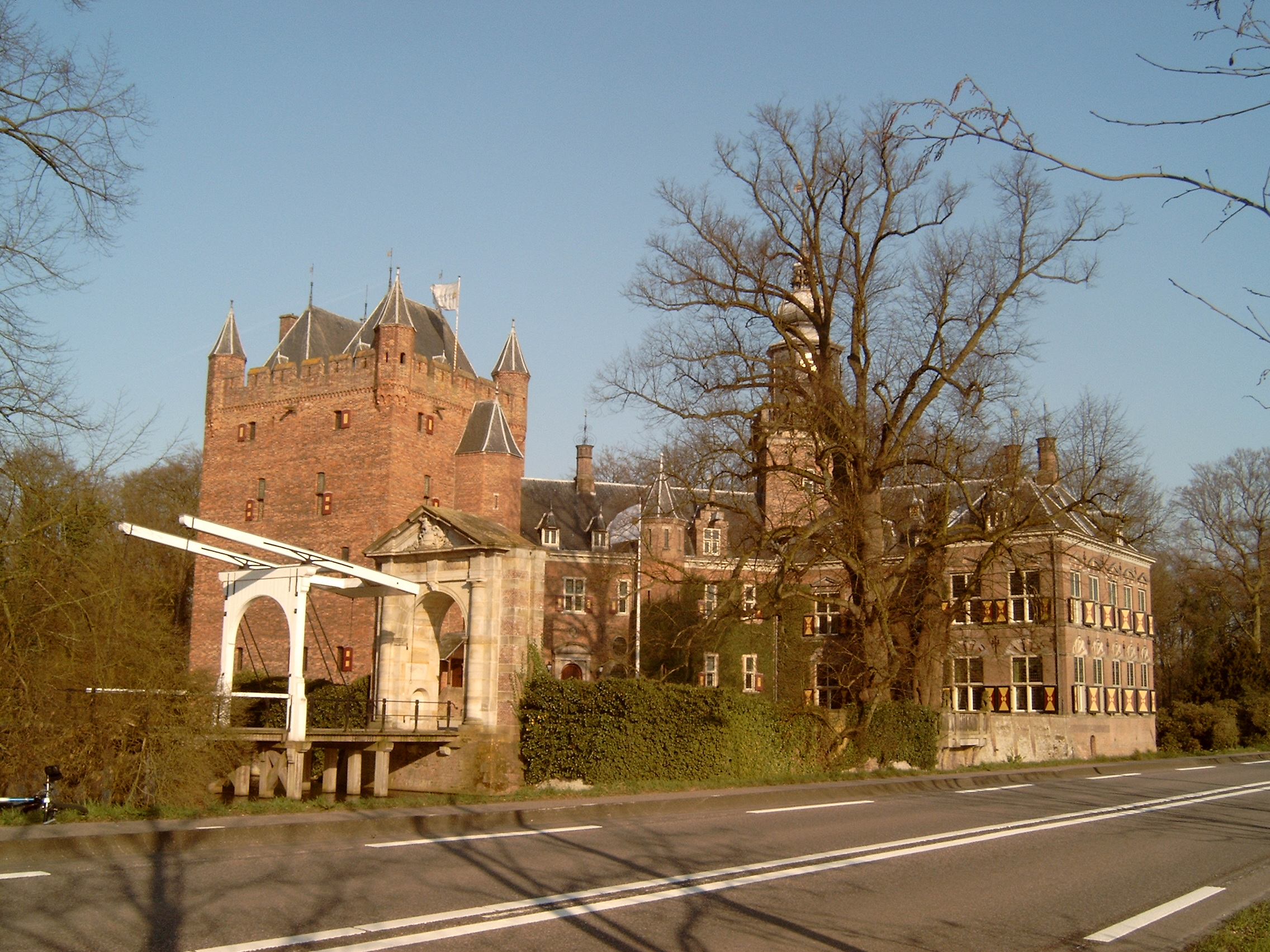
Breukelen, Бізнес-Університет
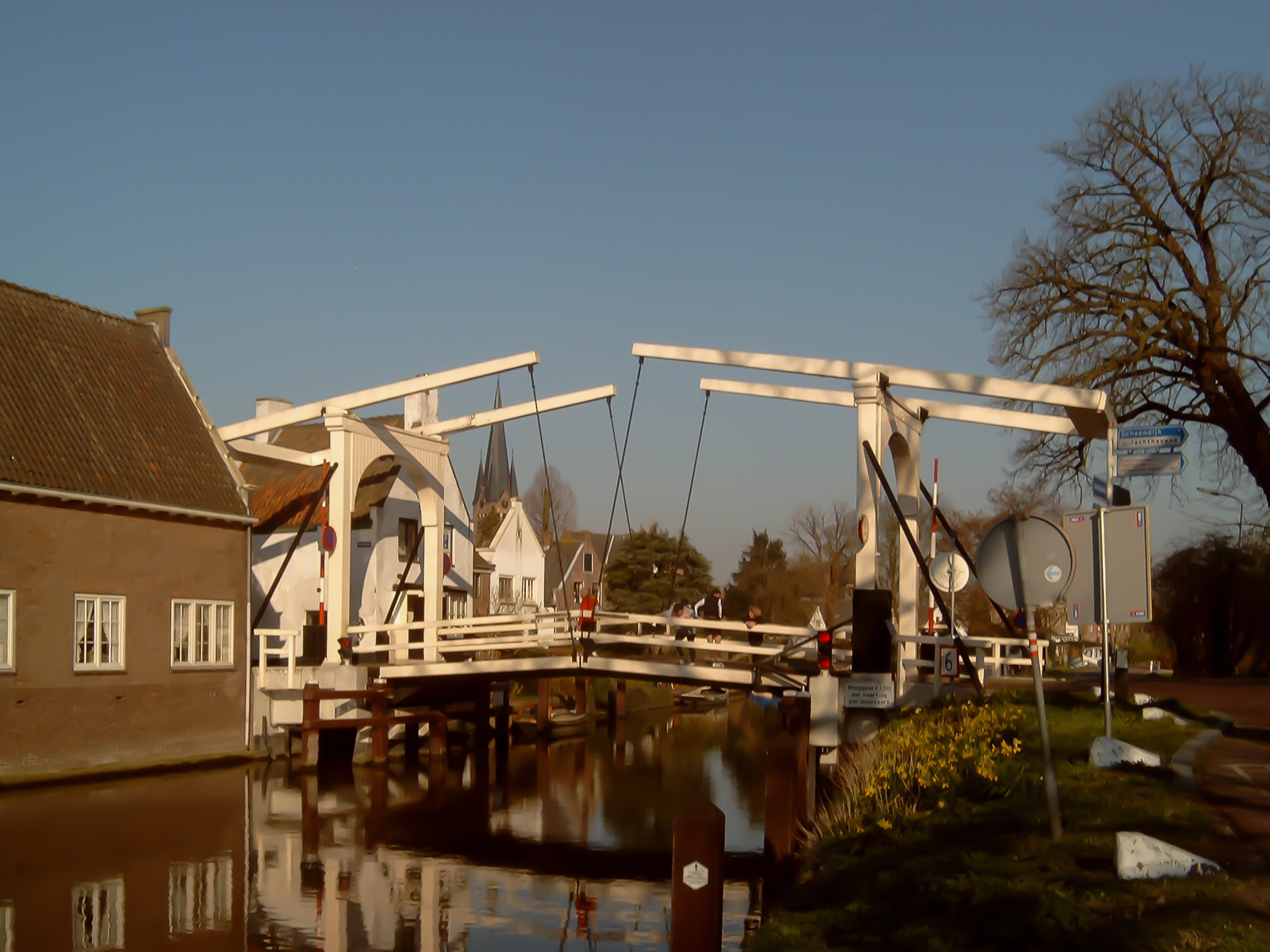
Міст через річку Vecht
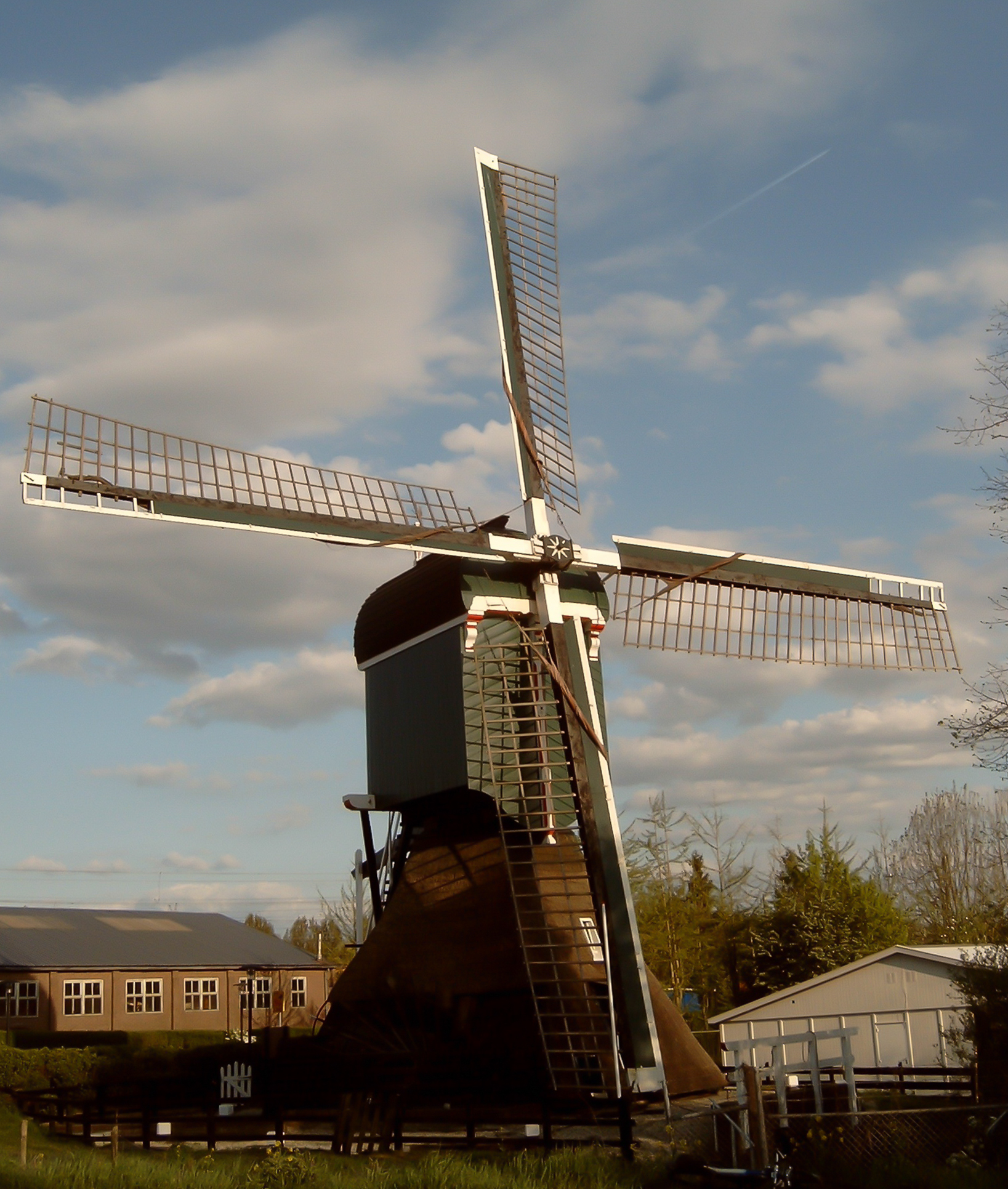
Вітряк
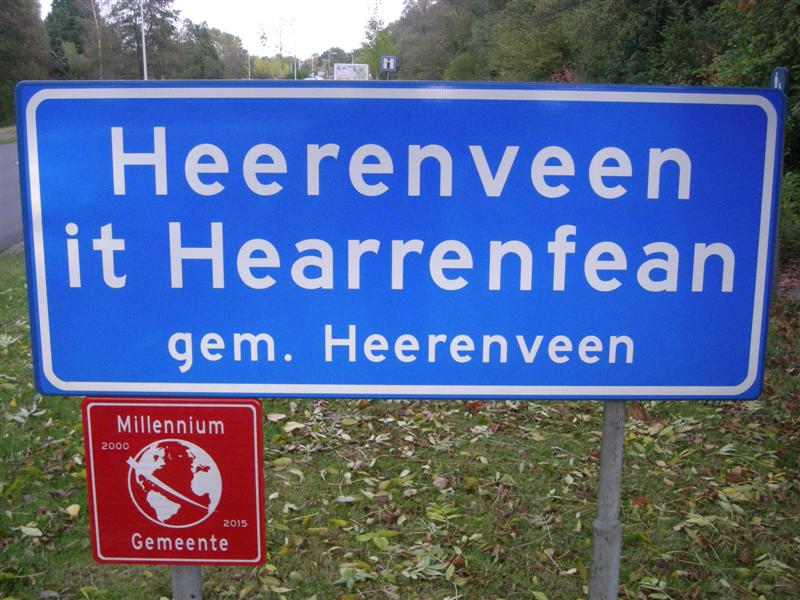
Символ міста-учасника програми «Millennium Gemeente»

## Цікавий факт
- Нідерландське селище Брекелен має аналог у США — Бруклін, район міста Нью-Йорк. Спочатку Бруклін був голландським селом під назвою Брекелен (Breuckelen), що знаходилося на березі Іст-Рівер, на острові Лонг-Айленд. Західне узбережжі Лонг-Айленду було населене американськими індіанцями племені канарсі, яке поступилося своїми землями під «Нову Голландію». Голландська Вест-Індійська компанія заснувала на цьому місці шість міст і одне з них носило назву Брекелен (Breuckelen)[7].
- Селище є учасником Програми ООН по боротьбі з бідністю, хворобами, нерівністю і безробіттям «Муніципалітет Міленіуму» (Millennium Gemeente) і має право на почесний знак.[nl][8]